# Chuang Sing
Chuang Sing rozený Chuang Čen (25. října 1847 Chu-nan - 31. října 1916 Šanghaj) byl čínský státník, voják, politik, revolucionář a první vrchní velitel vojenských sil Čínské republiky, známý také jako "Osmiprstý". Během Čínské revoluce, během které padlo Čínské císařství, byl členem Čínské aliance a spolu se spoluzakladatelem aliance Sunjatsenem tvořili dvojici známou jako "Sun-Chuang". Právě tato dvojice nastolila po revoluci první republiku, ve které Chuang Sing zastával druhý nejvyšší politický post.

## Život před Republikou

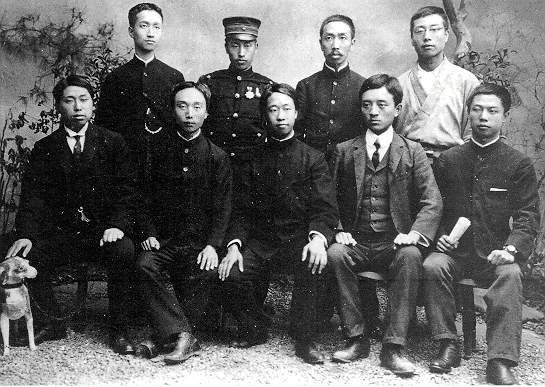
Zakladatelé Chua-sing-chuej

Narodil se ve vesnici v čínské provincii Chu-nan, jako Chuang Čen, ale v průběhu let svá jména měnil. Již v sedmadvaceti letech vystudoval dvě vysoké školy, načež opustil rodnou zemi a odjel studovat do Japonska, kde nastoupil na univerzitu v Tokiu. Zde se věnoval studiu vojenství a moderního válečnictví, sám poté podstoupil tvrdý vojenský výcvik, což uplatnil při boji v revoluci. Když se v roce 1903 vrátil do Číny, založil zde s několika dalšími lidmi tajnou skupinu Chua-sing-chuej, která se zařadila po bok dalších odbojových skupin (př. revoluční skupina dr. Sunjatsena), se kterými později začali také spolupracovat. Skupina však byla odhalena a její členové museli uprchnout zpět do Japonska. V Japonsku byl poté přítomen při založení Čínské aliance, ve které brzy získal vysoký post. Nadále podporoval nepokoje, bohužel neúspěšně. Když se alianci povedlo shromáždit muže i prostředky, byl to právě Chuang Sing, kdo vedl útok. První pokus svrhnout monarchii skončil fiaskem. Druhý pokus však úspěch měl a vznik republiky byl na spadnutí.